# Kamenné Žehrovice
Kamenné Žehrovice là một làng thuộc huyện Kladno, vùng Středočeský, Cộng hòa Séc.